# Diocesi di La Guaira
La diocesi di La Guaira (in latino Dioecesis Guairiensis) è una sede della Chiesa cattolica in Venezuela suffraganea dell'arcidiocesi di Caracas. Nel 2023 contava 283.410 battezzati su 343.635 abitanti. È retta dal vescovo Pablo Modesto González Pérez, S.D.B.

## Territorio
La diocesi comprende lo stato venezuelano di Vargas.
Sede vescovile è la città di La Guaira, dove si trova la cattedrale di San Pietro apostolo.
Il territorio è suddiviso in 27 parrocchie.

## Storia
La diocesi è stata eretta il 15 aprile 1970 con la bolla Cum summus Deus di papa Paolo VI, ricavandone il territorio dall'arcidiocesi di Caracas.

## Cronotassi dei vescovi
Si omettono i periodi di sede vacante non superiori ai 2 anni o non storicamente accertati.
- Marcial Augusto Ramírez Ponce † (15 aprile 1970 - 5 dicembre 1972 nominato vescovo ausiliare di Caracas[1])
- Francisco de Guruceaga Iturriza † (2 ottobre 1973 - 18 ottobre 2001 dimesso)
- José de la Trinidad Valera Angulo (18 ottobre 2001 - 12 ottobre 2011 nominato vescovo di Guanare)
  - Sede vacante (2011-2013)[2]
- Raúl Biord Castillo, S.D.B. (30 novembre 2013 - 28 giugno 2024 nominato arcivescovo di Caracas)
- Pablo Modesto González Pérez, S.D.B., dal 9 gennaio 2025

## Statistiche
La diocesi nel 2023 su una popolazione di 343.635 persone contava 283.410 battezzati, corrispondenti all'82,5% del totale.
| anno | popolazione | popolazione | popolazione | presbiteri | presbiteri | presbiteri | presbiteri                | diaconi | religiosi | religiosi | parrocchie |
| anno | battezzati  | totale      | %           | numero     | secolari   | regolari   | battezzati per presbitero | diaconi | uomini    | donne     | parrocchie |
| ---- | ----------- | ----------- | ----------- | ---------- | ---------- | ---------- | ------------------------- | ------- | --------- | --------- | ---------- |
| 1970 | ?           | 200.000     | ?           | 19         | 19         |            | ?                         |         |           |           | 11         |
| 1976 | 315.000     | 325.000     | 96,9        | 41         | 13         | 28         | 7.682                     |         | 29        | 60        | 16         |
| 1980 | 350.000     | 360.000     | 97,2        | 46         | 24         | 22         | 7.608                     |         | 24        | 70        | 17         |
| 1990 | 372.000     | 382.000     | 97,4        | 36         | 26         | 10         | 10.333                    | 2       | 13        | 107       | 23         |
| 1998 | 500.000     | 550.000     | 90,9        | 51         | 39         | 12         | 9.803                     | 2       | 12        | 96        | 25         |
| 1999 | 500.000     | 550.000     | 90,9        | 49         | 37         | 12         | 10.204                    | 2       | 12        | 96        | 25         |
| 2001 | 500.000     | 550.000     | 90,9        | 49         | 37         | 12         | 10.204                    | 2       | 12        | 96        | 25         |
| 2002 | 259.000     | 285.000     | 90,9        | 47         | 36         | 11         | 5.510                     | 2       | 11        | 96        | 26         |
| 2003 | 273.000     | 300.000     | 91,0        | 45         | 34         | 11         | 6.066                     | 1       | 11        | 72        | 27         |
| 2004 | 295.750     | 325.000     | 91,0        | 45         | 34         | 11         | 6.572                     | 1       | 11        | 67        | 27         |
| 2013 | 357.000     | 393.900     | 90,6        | 50         | 45         | 5          | 7.140                     | 2       | 5         | 50        | 27         |
| 2016 | 375.000     | 411.000     | 91,2        | 44         | 40         | 4          | 8.522                     | 2       | 4         | 51        | 27         |
| 2019 | 306.800     | 384.700     | 79,8        | 48         | 40         | 8          | 6.391                     | 2       | 15        | 47        | 31         |
| 2021 | 291.650     | 342.512     | 85,2        | 47         | 40         | 7          | 6.205                     | 10      | 12        | 47        | 27         |
| 2023 | 283.410     | 343.635     | 82,5        | 45         | 41         | 4          | 6.298                     | 9       | 4         | 47        | 27         |